# Măgureni (okręg Vâlcea)
Măgureni – wieś w Rumunii, w okręgu Vâlcea, w gminie Gușoeni. W 2011 roku liczyła 181 mieszkańców.